# جولييت ريكامييه
جولييت ريكامييه (بالفرنسية: Juliette Récamier)‏ كانت شخصية مرموقة في المجتمع الفرنسي، اجتذب صالونها الباريسيين من الدوائر الأدبية والسياسية المرموقة في مطلع القرن التاسع عشر.

## معرض صور

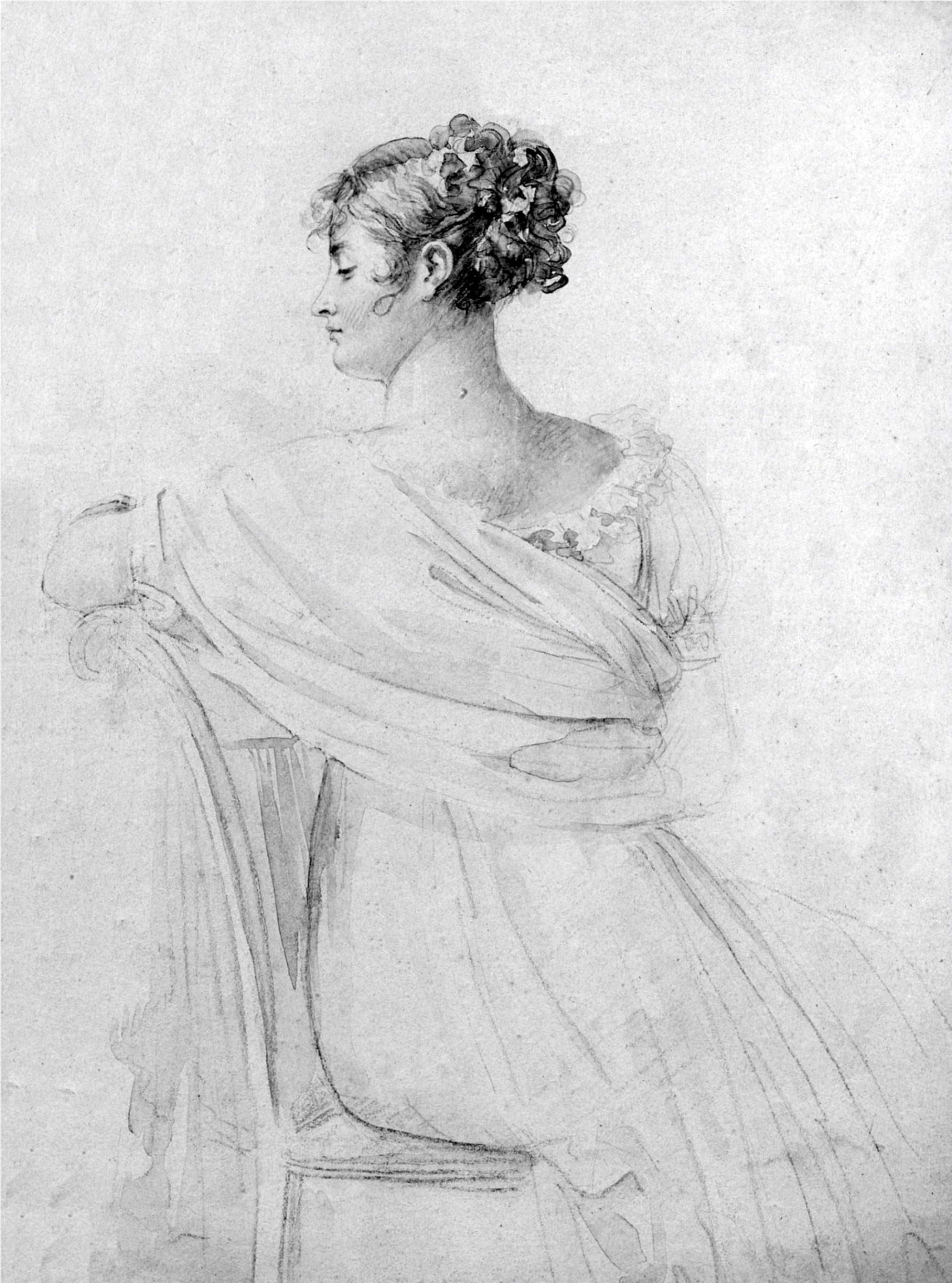
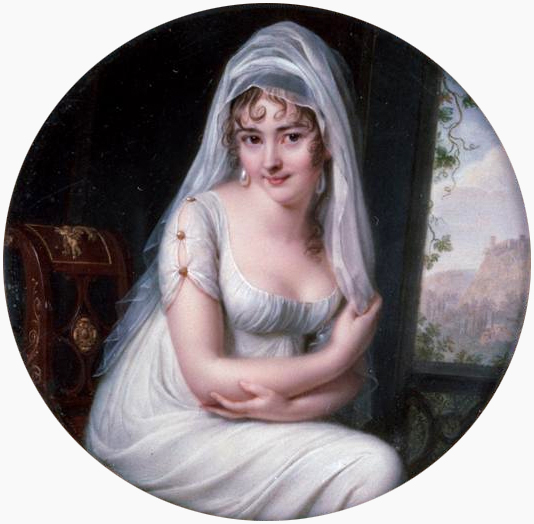
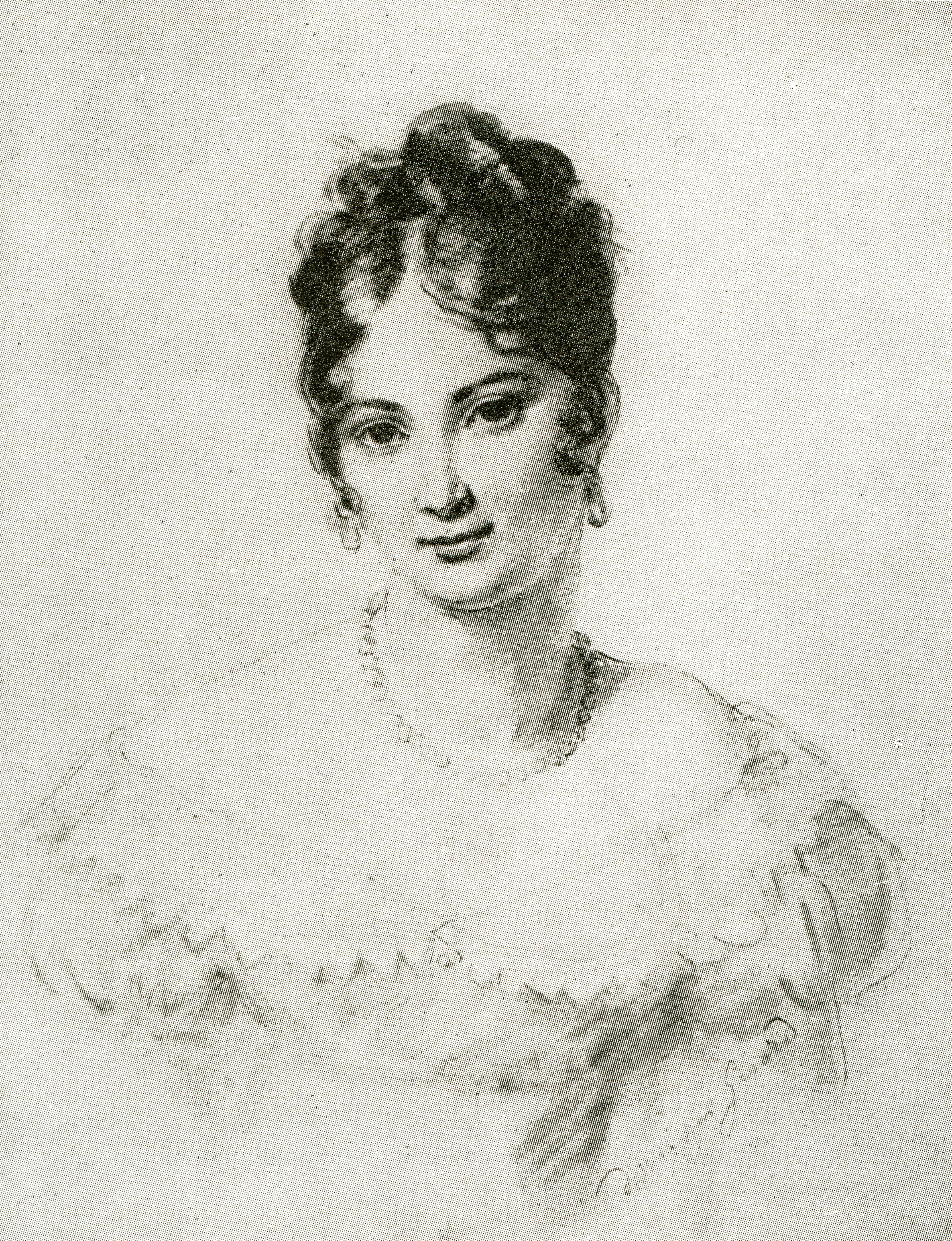
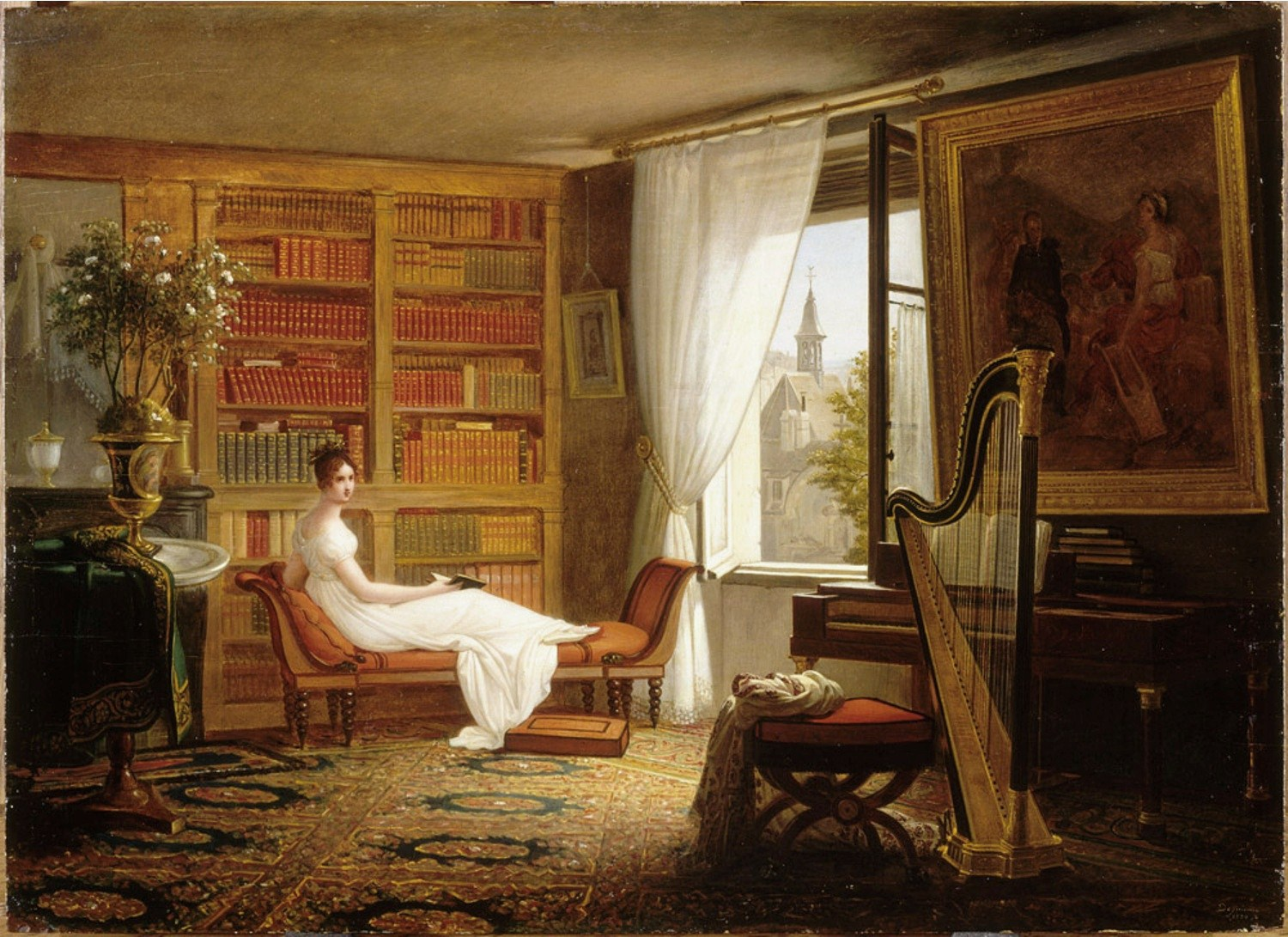
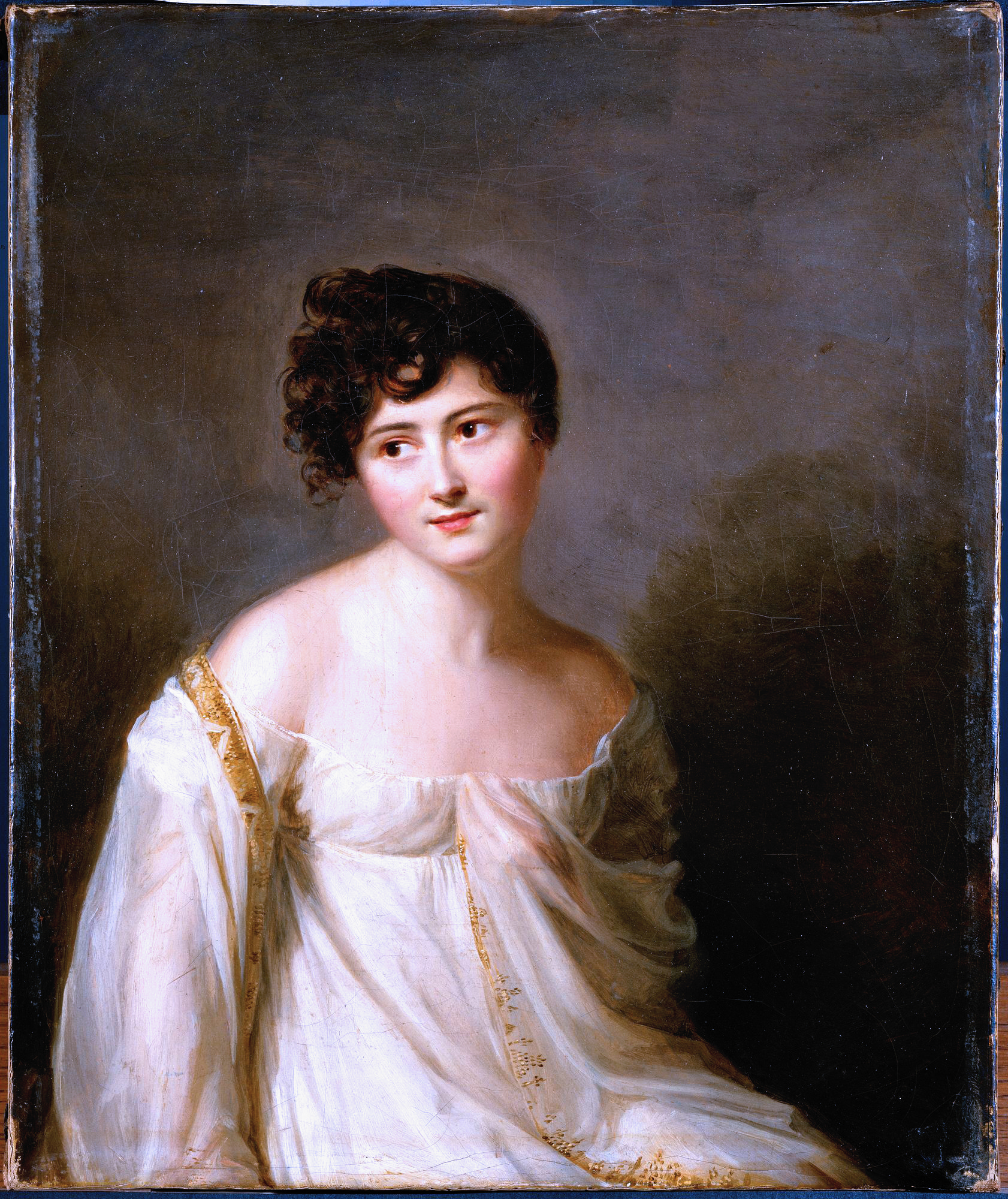

## روابط خارجية
- جولييت ريكامييه على موقع الموسوعة البريطانية (الإنجليزية)